# Хайрулло Амонулло

## Биография
Хайрулло Амонулло родился 10 августа 1967 года в Республике Таджикистан. Женат, имеет 5-х детей. 
Окончил Сельскохозяйственный Институт Таджикистана (ныне Аграрный университет Таджикистана имени Шириншо Шотемур) по специальности инженер-механик, и Академию государственного управления при Президенте Республики Таджикистан по специальности юриспруденция.
Трудовая деятельность:
- 1986—1988 годы — рядовой солдат ВС СССР;
- 1992—1993 годы — мастер по ремонту сельскохозяйственной техники;
- 1993—1998 — ведущий специалист отдела, главный механик и заместитель главного инженера Завода имени Орджоникидзе в городе Душанбе;
- 1998—2000 годы — главный инженер Завода имени Орджоникидзе;
- 2000—2006 годы — директор Завода имени Орджоникидзе;
- 2006—2010 годы — заместитель начальника управления и начальник управления машиностроения, оборонной промышленности и химии Министерства энергетики и промышленности Республики Таджикистан;
- 2010—2014 годы — заместитель Министра энергетики и промышленности Республики Таджикистан;
- 2014—2015 годы — заместитель председателя Согдийской области;
- 2015—2019 годы — председатель города Куляб;
- 2019—2020 годы — первый заместитель председателя Хатлонской области;
- с 02.03.2020 по сей день, депутат Маджлиси намояндагон Маджлиси Оли Республики Таджикистан, председатель Комитета по энергетике, промышленности, строительству и коммуникации Маджлиси намояндагон Маджлиси Оли Республики Таджикистан.

Хайрулло Амонулло имеет научную степень доктора технических наук (ВАК Российской Федерации), является автором более 60 научных статей, а также книг «Васлнома», «Қатраи ашки ғарибе», «Назокат», «Қасоси мори ошиқ», «Печутоби зиндагӣ», «Фоҷиаи ишқ», «Орзуи кӯдакӣ», «Дузд», «Муқаддас», «Шамоли тақдир», «Ашки ҳасрат», «Эҳ… дунё, дунё…», «Муҳофизи Ватан», «Адиби шӯҳратёр», "Ҳамааш мегузарад… ", «Адибе аз Офтоблиқо» и «Шикор» (на таджикском языке).
В 2015—2020 был членом Маджлиси милли Маджлиси Оли Республики Таджикистан (V созыва), с марта 2020 по сей день является депутатом Маджлиси намояндагон Маджлиси Оли Республики Таджикистан (VI созыва).
Он награждён нагрудным знаком «Аълочии фарҳанги Ҷумҳурии Тоҷикистон». Член Союза писателей Таджикистана.